# Vitelo

Em ovos telolécitos o vitelo é popularmente conhecido como gema.

O vitelo é uma reserva de nutrientes existente nas células ovo dos  animais para alimentar o embrião, enquanto o novo ser não conseguir alimentar-se sozinho.
-
Nos mamíferos placentários, a quantidade de vitelo no zigoto (outra denominação para a célula-ovo) é pequena, apenas o necessário enquanto o ovo fecundado não chega ao útero, onde ele receberá nutrientes da mãe através da placenta. Já as aves possuem uma concentração imensa de vitelo em seus ovos, pois a geração se dá externamente. Durante esse processo, o embrião encontrará ali o alimento necessário para se nutrir.

## Tipos de ovos
O ovo animal é classificado com base na quantidade e distribuição de vitelo que há em seu citoplasma. Pode ser oligolécito, heterolécito, telolécito ou centrolécito.
Ovos oligolécitos são aqueles que possuem pouco vitelo, distribuído de forma homogénea por todo o citoplasma. Contudo há um leve acúmulo de vitelo em um dos pólos, que passa a se chamar pólo vegetativo. O outro pólo passa a se chamar pólo animal. Animais com esse tipo de ovo são os mamíferos, anfioxos e equinodermos.
Ovos heterolécitos são aqueles que possuem grande quantidade de vitelo, distribuída de forma não-homogénea. O pólo vegetativo apresenta uma concentração muito maior de vitelo em relação ao pólo animal. Animais com esse tipo de ovo são os moluscos, anfíbios e anelídeos.
Ovos telolécitos são aqueles que possuem uma quantidade de vitelo tão grande (ainda maior que a do heterolécito) que faz com que as estruturas citoplamáticas e o núcleo fiquem totalmente no pólo animal do ovo. Animais com esse tipo de ovo são as aves, os peixes que produzem pequena quantidade de ovócitos, e os répteis.
Ovos centrolécitos são aqueles que possuem o vitelo concentrado ao redor do núcleo. Esse ovo não possui pólos e está presente nos artrópodes.